# Презіденті-Сарні
Презіденті-Сарні (порт. Presidente Sarney) — муніципалітет в Бразилії, входить до складу штату Мараньян. Є складовою частиною мезорегіону Північ штату Мараньян. Входить до економічно-статистичного мікрорегіону Байшада-Мараньєнсі. Населення становить 14 745 чоловік (станом на 2006 рік). Займає площу 724,164 км².